# Дзеконьский, Юзеф Богдан
Юзеф Богдан Дзеконьский (пол. Józef Bohdan Dziekoński; 7 февраля 1816, Варшава — 3 июля 1855, Париж) — польский писатель эпохи романтизма, критик и художник. Представитель Польского мессианизма.

## Биография
Сын педагога. В 14-летнем возрасте участвовал в польском восстании 1830 года. После подавления мятежа, эмигрировал в Пруссию. Поступил в Кёнигсбергский университет, однако в 1832 году был отчислен оттуда из-за участия в дуэли, закончившейся смертью противника. Находился под арестом, но в 1833 амнистирован. Покинув Пруссию, поступил в университет в Дерпте, где был принят в члены студенческой корпорации буршей. Вел бурную экстравагантную жизнь, часто вступал в конфликты с местной полицией, провоцировал горожан, дрался на дуэлях (как говорят, их было около ста), участвовал в грабежах.
Один из организаторов «Варшавской цыганерии», группы молодых польских писателей-романтиков конца 1830—1840-х годов, объединенных общим настроением протеста и сходной идейно-эстетической программой.
Позже уехал во Францию. Скоро растратил все свои средства, частью раздав их наиболее нуждающимся полякам-эмигрантам, тем самым обрекая себя на голод и нищету. Со временем — столкнулся с душевными и физическими проблемами. Заболел болезнью сердца. В возрасте 39 лет писатель заболел туберкулезом.
Подрабатывал в Париже, как художник и гравер.
Умер в 1855 году. Похоронен на кладбище Монмартр.

## Творчество
Автор трехтомного романа о средневековом алхимике «Сендзивой», многих статей о магнетизме, оккультизме и алхимии, собранных в 2-томном сборнике «Воспоминания и мечтания Богданьского».
Другие работы прозаика включают наброски незаконченных романов, использующих для создания психологического портрета «сына века» приемы фантастики, чаще всего про неудачную любовь или сумасшедших, ряд статей из области герметической философии. Однако, подавляющее большинство произведений Дзеконьского оставалось неизвестным. После смерти автора, согласно его завещанию, все  неизданные рукописи были сожжены.
В значительной степени вдохновленные произведениями Э. Гофмана, литературой ужасов и христианской мистики первой половины XIX века, новеллы Дзеконьского сосредоточены, в основном, на духовной борьбе персонажей, участвующих в поиске абсолютной истины, вечной любви и реализации метафизических устремлений, обитающих в магическом пространстве на границе между реальностью и сновидениями, истории и пророчеств, наполненные фантомами, алхимиками, магами, мистиками, розенкрейцерами, ищущими эзотерические знания.